# تاراس بورلاك
تاراس بورلاك (بالروسية: Тарас Александрович Бурлак)‏ (22 فبراير 1990 بفلاديفوستوك في روسيا - ) هو لاعب كرة قدم روسي في مركز الدفاع. شارك مع منتخب روسيا تحت 21 سنة لكرة القدم ومنتخب روسيا لكرة القدم. أما مع النوادي، فقد لعب مع روبين كازان ولوكوموتيف موسكو ونادي فولغا نيجني نوفغورود ونادي كريليا سوفيتوف سامارا وFC Rubin-2 Kazan ‏.

## وصلات خارجية
- تاراس بورلاك على موقع قاعدة بيانات كرة القدم.إي يو (الإنجليزية)
- تاراس بورلاك على موقع ناشيونال فوتبول تيمز (الإنجليزية)
- تاراس بورلاك على موقع Soccerway.com (الإنجليزية)
- تاراس بورلاك على موقع عالم كرة القدم.نت (الإنجليزية)
- تاراس بورلاك على موقع AS.com (الإسبانية)